# El mini Rey
El mini Rey fue una serie de historietas creada por Joan March para las revistas "Mortadelo" y "Súper Mortadelo" de Editorial Bruguera en 1978.

## Trayectoria editorial
Aparte de en "Mortadelo" y "Súper Mortadelo", El mini Rey se publicó en las revistas "Tío Vivo", "Bruguelandia", "Mortadelo Especial", "Súper Tío Vivo" o Guai!, entre los años 1978 y 1987. Nunca se llegó a editar un álbum completo del Mini Rey, aunque sí apareció en la colección de Clásicos del Humor de RBA en 2010 (tomo de "Don Berrinche y otros personajes frustrados") con una muy breve selección de historietas.

## Argumento
El mini Rey es un monarca que vive en su castillo, junto al Esbirro, su asistente personal, y los lacayos. En sus andanzas, el Mini Rey siempre tiene extraños caprichos y curiosas pretensiones que le encarga al Esbirro, las cuales terminan en un malentendido, y con el Mini Rey persiguiendo al Esbirro o al revés. Las aventuras se desarrollan bien dentro del castillo o en el campo de los alrededores.

### Personajes
- El mini Rey es el protagonista. Tiene muchas excentricidades propias de los monarcas, y vive en su palacio rodeado de sus lacayos. Es enano, y con la cabeza grande y cuadrada.

- El Esbirro,[4] es el asistente personal del Mini Rey. Siempre a sus órdenes y cumpliendo recados.